# حمله به آیزو
حمله به آیزو (به ژاپنی: 会津攻め) یا تسخیر اوئه‌سوگی (به ژاپنی: 上杉討伐) یکی از نبردهای قبل و وابسته به نبرد سکیگاهارا بود.
گفته می‌شود که نامه نائوئه که توسط ملازم اوئه‌سوگی کاگه‌کاتسو به توکوگاوا ایه‌یاسو فرستاده شده است، موجب آغاز نبرد سکیگاهارا شده است. توکوگاوا ایه‌یاسو از نظر سیاسی بالاتر از ایشیدا میتسوناری و اوئه‌سوگی کاگه‌کاتسو قرار داشت. این نامه توکوگاوا ایه‌یاسو را عصبانی کرد زیرا عقیده داشت که: «این چه نوع نامه بی‌ادبانه‌ای به یک مافوق است؟»
توکوگاوا ایه‌یاسو نامه ای برای اوئسوگی کاگه‌کاتسو ارسال کرد و از او خواست به قلعه اوساکا برود. اوئسوگی کاگه‌کاتسو آن را رد کرد. در نتیجه توکوگاوا آیه یاسو تصمیم گرفت «آیزو» را فتح کند و از قلعه اوساکا به آیزو رفت. در این فتح تفاوت توانایی توکوگاوا ایه‌یاسو و دیگران مشخص شد. در کمال تعجب، آنها از امپراتور ژاپن اجازه گرفتند تا فتح آیزو را انجام دهند. به عبارت دیگر، فتح آیزو در راستای سیاست ملی انجام شد. این موضوع به اطرافیان توکوگاوا ایه‌یاسو نشان می‌داد که او از آنها برتر است.

## لغو حمله
توکوگاوا ایه‌یاسو از قلعه اوساکا به آیزو می‌رفت. با پیش‌بینی این موضوع، جناح‌های ضد توکوگاوا مخفیانه در غرب ژاپن جمع شدند. ایشیدا میتسوناری، موری تروموتو و اوکیتا هیده‌ایه از جمله کسانی بودند که گرد هم آمدند. پس از آن، ایشیدا میتسوناری نیروهایی را در تپه ساسائو (شهر سکیگاهارا، منطقه فووا، استان گیفو) جمع کرد تا «ارتش غربی» را تشکیل دهد.
توکوگاوا ایه‌یاسو در زمان تشکیل ارتش غربی، در اویاما (شهر اویاما، توچیگی، استان توچیگی) بود. توکوگاوا ایه‌یاسو تشکیل ارتش غرب را پیش‌بینی کرده بود؛ بنابراین، یک نظریه وجود دارد که این تله ایبود که توسط توکوگاوا ایه‌یاسو راه اندازی شده است. برای اثبات این امر، پس از تشکیل ارتش غربی، آنها به سادگی فتح آیزو را لغو کردند.
در ژوئیه ۱۶۰۰ (سال پنجم کیچو)، توکوگاوا ایه‌یاسو ژنرال‌های خود را برای حمله به آیزو در اویاما، استان توچیگی جمع کرد. همه ژنرال‌هایی که در اینجا جمع شدند با توکوگاوا ایه‌یاسو بیعت کردند. این لحظه تشکیل «ارتش شرق» بود. این شورای نظامی که در اویاما تشکیل شد، بعدها به طور گسترده به «اویاما هیوجو» 小山評定（おやまひょうじょう） معروف شد. و به نبرد سکیگاهارا منجر شد.

## اویاما هیوجو (ارزیابی اویاما)
در ۲۴ ژوئیه، توکوگاوا ایه‌یاسو دفتر مرکزی خود را در اویاما، استان توچیگی، در مسیر خود به آیزو (استان فوکوشیما) ایجاد کرد.
در آن زمان، خبر تشکیل ارتش توسط میتسوناری ایشیدا دریافت شد و در روز بعد، در ۲۵ ژوئیه، ایه‌یاسو با عجله تمام ژنرال‌ها را به مقر خود فراخواند و یک شورای نظامی تشکیل داد و تصمیم گرفت: «آیا باید به حمله به اوئه‌سوگی را ادامه دهیم، یا آیا باید برگردیم و به سمت غرب حرکت کنیم تا به ایشیدا حمله کنیم؟» این همان چیزی است که در جهان به عنوان «اویاما هیوجو» (ارزیابی اویاما) شناخته می‌شود.
اکثر ژنرال‌هایی که از ایه‌یاسو پیروی کردند، فرماندهان نظامی از خاندان تویوتومی بودند که همسران و فرزندان خود را در اوساکا رها کرده بودند.
در این زمان، فوکوشیما ماسانوری، ارباب قلعه کیوسو در ولایت اُواری (استان آیچی) عهد کرد که جان خود را برای ایه‌یاسو فدا کند و پس از آن یامائوچی کاتسوتویو، ارباب قلعه کاکه‌گاوا در استان توتومی (استان شیزوئوکا) گفت: «حتی اگر قلعه را به ایه‌یاسو تسلیم کنم، در کنار شما خواهم بود.» پیشنهاد یامائوچی کاتسوتویو ژنرال‌ها را تحریک کرد و آنها حمایت خود را از ایه‌یاسو مصمم کردند.
ایه‌یاسو به ویژه پیشنهاد یامائوچی کاتسوتویو را در این زمان تحسین کرد و آن را «بزرگ‌ترین دستاورد از دوران باستان» نامید؛ بنابراین، ارتش شرقی به رهبری ایه‌یاسو تصمیم گرفت به سمت غرب حرکت کند تا میتسوناری ایشیدا را تحت سلطه خود درآورد.
زمانی که زمان حرکت به سمت غرب فرا رسید، توکوگاوا ایه‌یاسو یوکی هیده‌یاسو را در قلعه اوتسونومیا به عنوان یک نیروی بازدارنده علیه اوئسوگی کاگه‌کاتسو ترک کرد. سپس به ژنرال‌های خود دستور داد که به سمت غرب حرکت کنند، اما در اینجا توکوگاوا ایه‌یاسو کمی آزادی عمل نشان داد. پس از بازگشت به ادو، بدون هیچ نشانه ای از عجله در امتداد جاده توکایدو به سمت غرب حرکت کرد.
در سال ۲۰۱۲ مقاله ای با عنوان ارزیابی اُویاما به عنوان داستان: نمونه‌ای از خلق اسطوره ایه‌یاسو چاپ شد که هیجانی را در جهان آکادمیک ایجاد کرد. در نامه‌های صادر شده در ماه ژوئیه و اوت سال ۱۶۰۰، توسط ایه‌یاسو و فرماندهان نظامی که او را همراهی می‌کردند، هیچ نامی از «اویاما هیوجو» وجود ندارد و هیچ نامه ای از سوی ایه‌سو که دستور تجمع ژنرال‌های مختلف در اویاما را صادر کرده باشد، وجود ندارد و در مقاله این نامه و گردهمایی رهبران نظامی در اویاما به عنوان «واقعیت غیر تاریخی» بسیار مشکوک اشاره شده است. در این مقاله گفته می‌شود که «این یک افسانه است که در نسل‌های بعدی ایجاد شد تا نشان دهد که ایه‌یاسو از سوی فرماندهان نظامی‌تبار تویوتومی بسیار مورد احترام بوده است.» واکنش به این مقاله شدید بود. در میان آنها، تاکاشی هوندا، استاد بازنشسته در دانشگاه شیزوئوکا، در مقاله خود بررسی مجدد ارزیابی اویاما (۲۰۱۲) نوشت که در نامه ای از فرمانده نظامی آسانو یوشیناگا آمده است: «از آنجایی که تبانی بین ژنرال‌ها و ارتش وجود داشت. اقدام علیه آیزو به تعویق افتاد.» از آن زمان، محققان دیگری به این بحث پیوستند و این بحث در حال عمیق‌تر شدن است.